# Epik High X Planet Shiver (Remixing The Human Soul)
Epik High X Planet Shiver (Remixing The Human Soul) es el título del sexto álbum de estudio, y el segundo de forma independeinte de la agrupación surcoreana de Hip Hop Epik High. En esta ocasión y junto a Planet Shiver, mezclan anteriores éxitos de Epik High, tomados de todos sus álbumes anteriores (a excepción de Map of the human soul) con nuevos colaboradores, brindando así una nueva experiencia dentro de su conocido sonido.
Entre las canciones retomadas para el CD se encuentran "High School",  "Fly", "Love, love, love", "Fan" "Breakdown",  "우산", "One", "The Future", "1분 1초" y "Map the Soul"

## Lista de canciones
1. Fly higher (feat. dh-style) 

2. Love love loveless (feat. Yoongjin of Casker) 

3. Breakdown the wall 

4. Broken umbrella (feat. Lisa) 

5. One minute One second, a little memory (feat. Taru) 
 l
6. Fanatic 

7. Back to the future (feat. Yankie) 

8. You are the one (feat. Horan of Clazziquai) 

9. High skool dropout 

10. Remap the soul (feat. myk) 

[hidden track]
Electric Gangster
- Datos: Q50591